# تلين الجسم الزجاجي الوامض
تلين الجسم الزجاجي الوامض أو تلين الجسم الزجاجي الومضي (بالإنجليزية: Synchysis scintillans) هي حالة تنكسية للعين تؤدي إلى تسييل وتمييع الجسم الزجاجي وتراكم بلورات الكولسترول ضمن الجسم الزجاجي. تُعرف هذه الحالة أيضًا باسم الداء الكوليستيرولي العيني (بالإنجليزية: Cholesterolosis bulbi). يُسيل الجسم الزجاجي ضمن عمليةً تُسمى بالتَساحُب (Syneresis). يَظهر تلين الجسم الزجاجي الوامض على شكلِ أجسامٍ طفاية بيضاء تتحرك بِحُرية في الجزء الخلفي من العين، مما يؤدي إلى تأثير كرة الثلج. تحدث هذه الحالة بشكلٍ شائعٍ في العيون المُصابة بمرض تنكسي وفي المرحلة الأخيرة منه.
نادرًا ما تحدث هذه الحالة في البشر، وغالبًا ما ترتبط مع المراحل المُتقدمة من اعتلال الشبكية السكري، ولكن آلية حدوث المرض غير معروفة. هذه الحالة عديمة الأعراض وغير قابلة للعلاج، وتظهر في تنظير قاع العين على شكلِ وابلٍ جميل من المطرِ الذهبي.